# 克朗沃-萨勒
克朗沃-萨勒（法語：Cranves-Sales，法語發音：[kʁɑ̃v sal]）是法国上萨瓦省的一个市镇，属于圣于连昂热讷瓦区。该市镇于1795-1800年间由克朗沃（Cranves）和萨勒（Sales）合并而成。

## 地理
克朗沃-萨勒（46°11'12"N, 6°17'29"E）面积13.61 平方千米，位于法国奥弗涅-罗讷-阿尔卑斯大区上萨瓦省，该省份为法国东部省份，历史上为薩伏依的一部分，北与瑞士接壤，西接安省，南至萨瓦省，东与瑞士和意大利接壤。
与克朗沃-萨勒接壤的市镇（或旧市镇、城区）包括：阿讷马斯、阿尔塔-圣母桥村、博埃日、博讷、瑞维尼、吕桑日、圣安德烈德博埃日、圣塞尔格、韦特拉-蒙图、拉格朗城。
克朗沃-萨勒的时区为UTC+01:00、UTC+02:00（夏令时）。

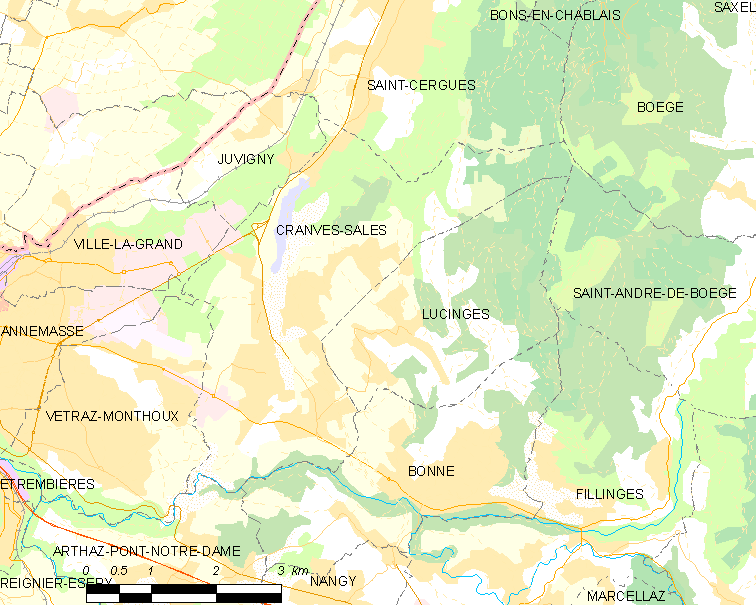
克朗沃-萨勒的OSM定位图

## 行政
克朗沃-萨勒的邮政编码为74380，INSEE市镇编码为74094。

## 政治
克朗沃-萨勒所属的省级选区为加亚尔县。

## 人口

1962-2008年间克朗沃-萨勒人口变化图示

克朗沃-萨勒于2022年1月1日时的人口数量为7476人。